# The Wicker Man
The Wicker Man – singel brytyjskiej heavymetalowej grupy Iron Maiden. Został wydany w dwóch wersjach – jako edycja zwykła oraz limitowana, jako pierwszy singel z albumu Brave New World, w kwietniu 2000. Autorami utworu są Adrian Smith, Bruce Dickinson i Steve Harris. Producentami byli Kevin Shirley i Steve Harris. Utwór został zainspirowany brytyjskim filmem o tym tytule (pol. Kult).
Okładkę zaprojektował Mark Wilkinson, gdyż projekt etatowego rysownika zespołu Dereka Riggsa został odrzucony. Od tej pory Riggs zrezygnował z tworzenia okładek płyt Iron Maiden.

## Lista utworów

### Edycja standardowa
1. „The Wicker Man” (Bruce Dickinson, Adrian Smith, Steve Harris) – 4:35
2. „Futureal (live)” (Blaze Bayley, Harris) – 2:58
3. „Man on the Edge (live)” (Bayley, Janick Gers) – 4:37
4. „The Wicker Man (video)” (Dickinson, Smith, Harris) – 4:35

### Edycja limitowana
Edycja limitowana singla składała się z dwóch płyt CD i zawierała utwory nagrane live podczas Ed Hunter Tour. Europejskie wydanie singla zawierało również podkładkę pod piwo.

#### CD1
1. „The Wicker Man” (Dickinson, Smith, Harris) – 4:35
2. „Man on the Edge (live)” (Bayley, Gers) – 4:37
3. „Powerslave (live) (Dickinson) – 7:11
4. „The Wicker Man (wideo)” (Dickinson, Smith, Harris) – 4:35

#### CD2
1. „The Wicker Man” (Dickinson, Smith, Harris) – 4:35
2. „Futureal (live)” (Bayley, Harris) – 2:58
3. „Killers (live)” (Paul Di’Anno, Harris) – 4:28
4. „Futureal (wideo live)” (Bayley, Harris) – 2:58

## Twórcy
- Bruce Dickinson – śpiew
- Dave Murray – gitara
- Adrian Smith – gitara, podkład wokalny
- Janick Gers – gitara
- Steve Harris – gitara basowa, podkład wokalny
- Nicko McBrain – perkusja